# 于泽什
于泽什（法語：Uzerche，法語發音：[yzɛʁʃ]）），法国中南部城市，新阿基坦大区科雷兹省的一个市镇，隶属于蒂勒区，其市镇面积为23.85平方公里，2022年1月1日时人口数量为2,806人，在法国城市中排名第3,997位。
于泽什位于科雷兹省西部，韦泽尔河畔，是一个区域性的中心城市，法国南北铁路动脉莱索布赖—蒙托邦铁路与多条公路在此交汇。于泽什是下利穆赞地区的首府，因当地的保存完好的中世纪建筑群而闻名，被称为“利穆赞的珍珠”（la Perle du Limousin），并自2010年起被评选为法国最美丽乡镇之一。

## 地名来源
“于泽什”一名的来源尚存在争议。“Uzerche”最初可能与公元七世纪以“Usarca”的形式被记载，根据法国地名学家阿尔贝·多扎的论述，该名称可能与当地的地理环境有关，而埃内斯特·内格尔则认为该名称可能出自日耳曼人名“Uzelrcus”或“Udelricus”。除此之外，法国考古学家阿尔芒·维雷认为Uzerche还有可能与数十公里外的乌克塞洛杜努姆古城有关。
于泽什所处区域历史上曾通行利穆赞方言，“Uzerche”在奥克语维基百科中及Openstreetmap中被标记为“Usercha”。在1801年以前，于泽什的官方名称拼写为“Userche”。
此外，因翻译标准不同，“Uzerche”在部分汉语资料中又被译为乌泽什。

## 历史

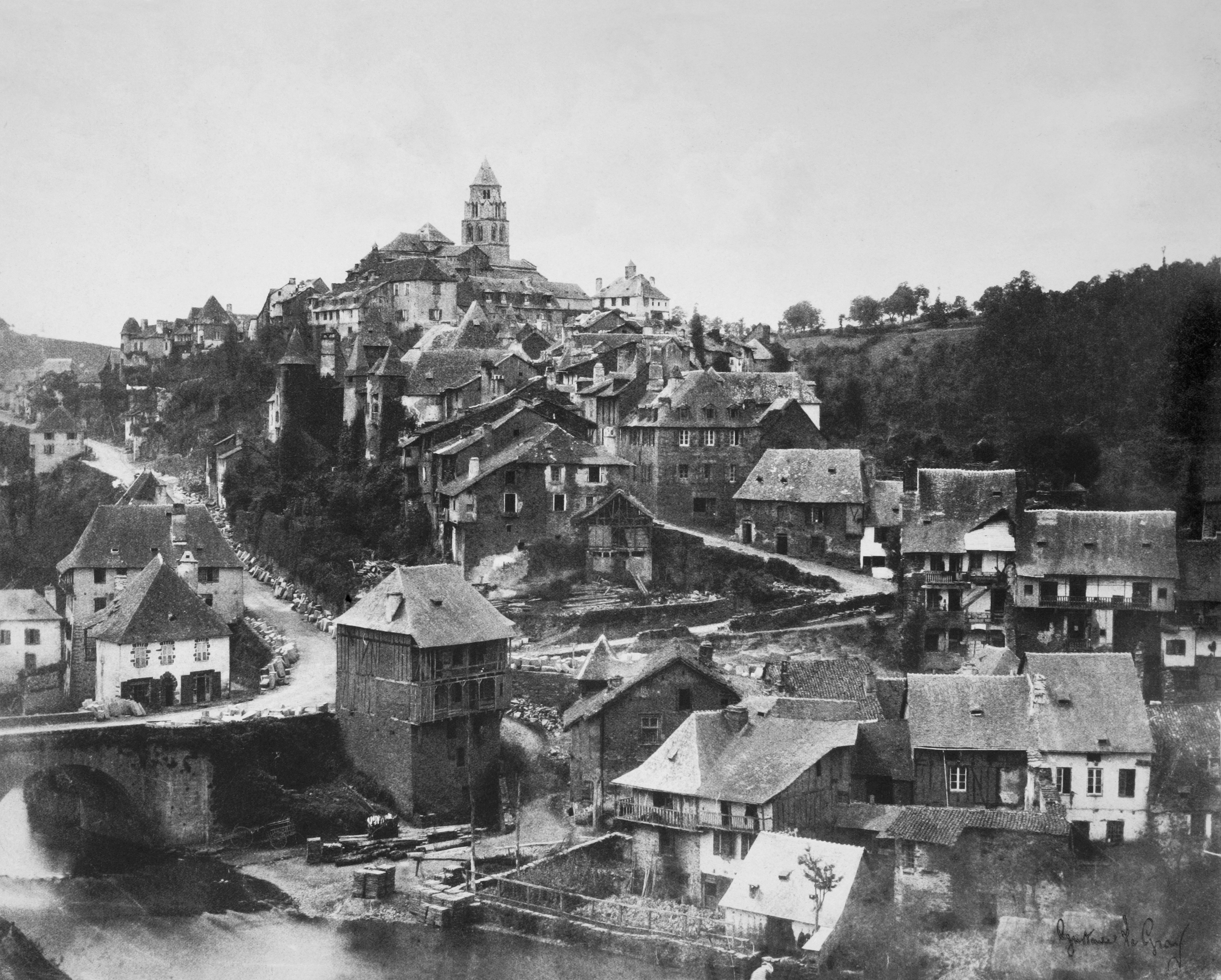
19世纪时的于泽什

于泽什的早期历史尚不清楚，该地可能在古典时期就已形成聚落，后于公元480年被西哥特人占领并烧毁。于泽什本笃会修道院于公元十世纪建成，此后其修道院附近逐渐发展成为一座城池，鼎盛时期其城墙有九处城门，城内则建成了圣伯多禄教堂。英法百年战争期间，英格兰军队多次围剿于泽什但未能成功，此举使得于泽什获得了“Uzerche-La-Pucelle”的称号。至14世纪以来，于泽什逐渐发展成为下利穆赞地区的首府，当地出现了大批装饰精美的建筑。英国文学家阿瑟·扬曾游览于泽什并将此地称为“利穆赞的珍珠”。法国大革命后，于泽什成为科雷兹省的一个市镇。1826年，圣厄拉利（Sainte-Eulalie）整体并入于泽什。工业革命期间，途径于泽什的莱索布赖—蒙托邦铁路建成通车。1904年，一条连接于泽什和省会蒂勒的地方铁路建成通车，后于1969年关闭。2010年，于泽什被评选为法国最美丽乡镇之一。

## 地理

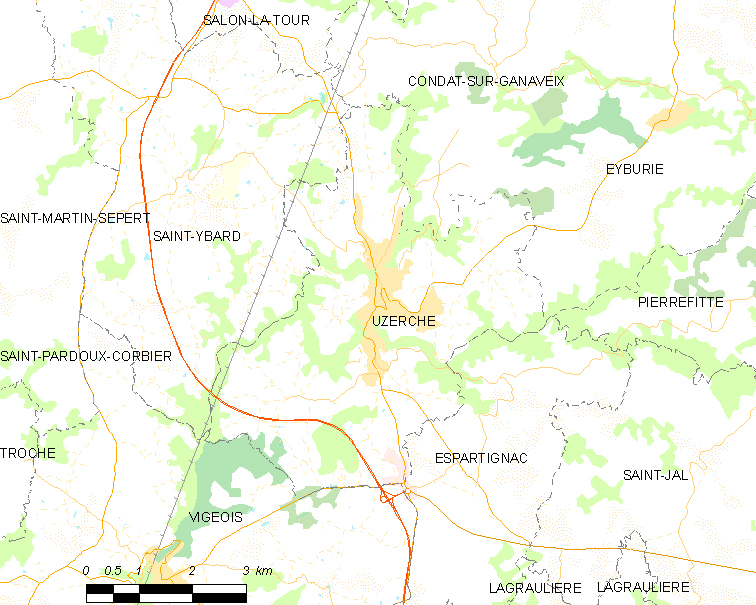
于泽什市镇范围地图

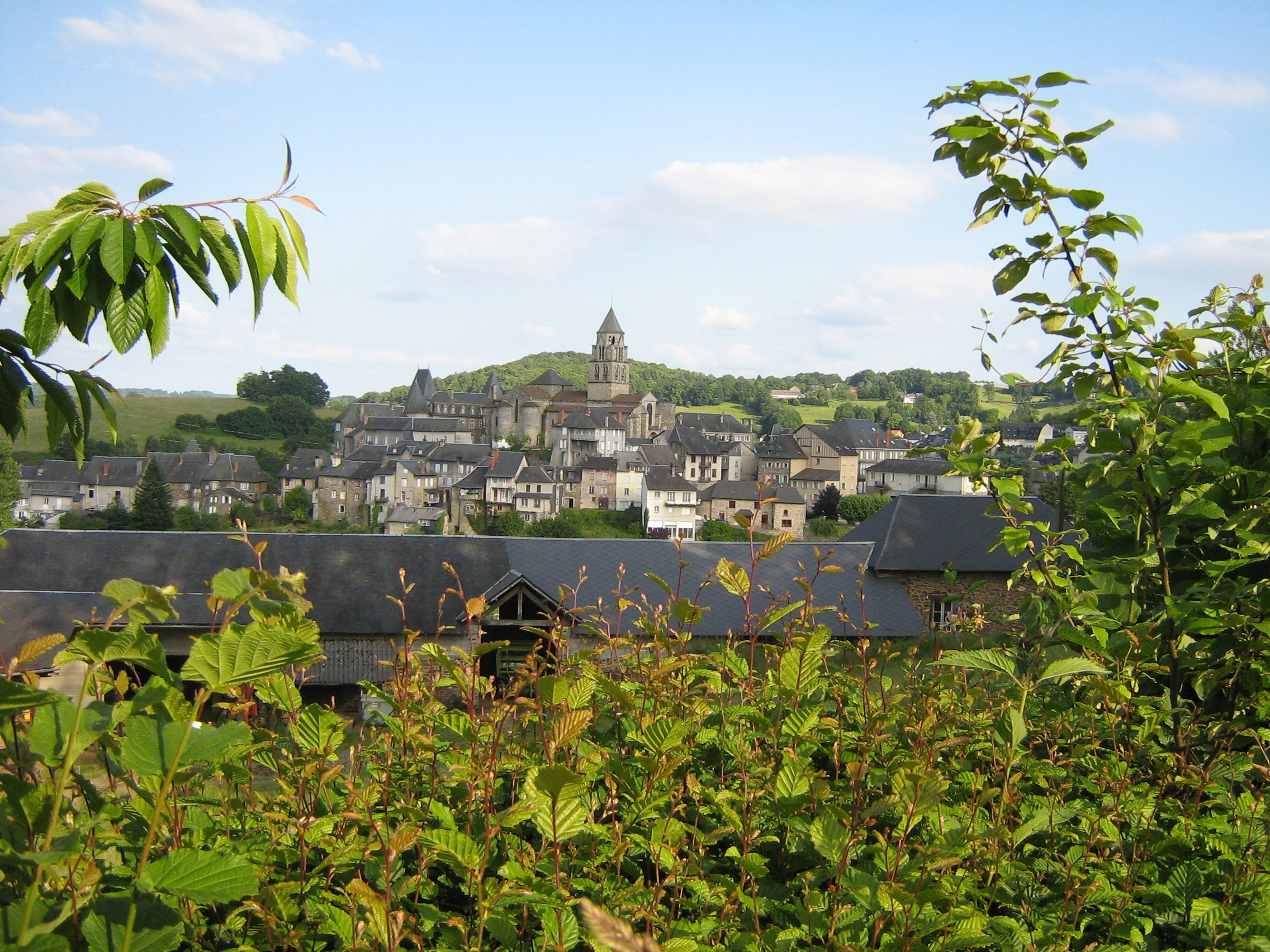
远眺于泽什市区

于泽什位于法国中南部偏西，新阿基坦大区东北部和科雷兹省西部，距离省会蒂勒大约29公里。与于泽什接壤的市镇包括：加纳韦河畔孔达、埃比里、圣伊巴尔、埃斯帕尔蒂尼亚克和维茹瓦。

### 地形
于泽什位于法国中央高原西部，境内以丘陵为主，市镇中心位于一处河谷地带，地势自河面向两侧抬升，部分街区有明显起伏，全境海拔在270到441米之间。

### 水文
于泽什位于加龙河流域范围内，韦泽尔河自东向西南蜿蜒流经镇中心，其右岸支流布拉达斯库河则流经市镇北部。

### 植被
于泽什属于温带阔叶混交林区，林地广泛分布于市镇范围内的河谷地带。
在鲜花城市的评比中，于泽什被评为2星级鲜花城市。

### 气候
于泽什在柯本气候分类法中属于温带海洋性气候（Cfb）。
于泽什境内设有气象站，以下为该气象站的数据（其中日照数据取自布里夫拉盖亚尔德）：
| 于泽什1981年－2019年 | 于泽什1981年－2019年 | 于泽什1981年－2019年 | 于泽什1981年－2019年 | 于泽什1981年－2019年 | 于泽什1981年－2019年 | 于泽什1981年－2019年 | 于泽什1981年－2019年 | 于泽什1981年－2019年 | 于泽什1981年－2019年 | 于泽什1981年－2019年 | 于泽什1981年－2019年 | 于泽什1981年－2019年 | 于泽什1981年－2019年 |
| 月份                 | 1月                  | 2月                  | 3月                  | 4月                  | 5月                  | 6月                  | 7月                  | 8月                  | 9月                  | 10月                 | 11月                 | 12月                 | 全年                 |
| -------------------- | -------------------- | -------------------- | -------------------- | -------------------- | -------------------- | -------------------- | -------------------- | -------------------- | -------------------- | -------------------- | -------------------- | -------------------- | -------------------- |
| 历史最高温 °C（°F）  | 18.1 (64.6)          | 23 (73)              | 25.2 (77.4)          | 27.9 (82.2)          | 30.2 (86.4)          | 36.3 (97.3)          | 38.1 (100.6)         | 39.8 (103.6)         | 32.9 (91.2)          | 28.9 (84.0)          | 23.7 (74.7)          | 18.6 (65.5)          | 39.8 (103.6)         |
| 平均高温 °C（°F）    | 7.5 (45.5)           | 9.1 (48.4)           | 12.6 (54.7)          | 15.1 (59.2)          | 19.4 (66.9)          | 23 (73)              | 24.4 (75.9)          | 24.6 (76.3)          | 21 (70)              | 16.8 (62.2)          | 10.4 (50.7)          | 7.8 (46.0)           | 16 (61)              |
| 日均气温 °C（°F）    | 4.5 (40.1)           | 5.5 (41.9)           | 8.3 (46.9)           | 10.7 (51.3)          | 14.7 (58.5)          | 18 (64)              | 19.3 (66.7)          | 19.4 (66.9)          | 16.1 (61.0)          | 12.9 (55.2)          | 7.3 (45.1)           | 4.8 (40.6)           | 11.8 (53.2)          |
| 平均低温 °C（°F）    | 1.6 (34.9)           | 1.9 (35.4)           | 4 (39)               | 6.2 (43.2)           | 10 (50)              | 12.9 (55.2)          | 14.1 (57.4)          | 14.3 (57.7)          | 11.3 (52.3)          | 9 (48)               | 4.2 (39.6)           | 1.8 (35.2)           | 7.6 (45.7)           |
| 历史最低温 °C（°F）  | −10 (14)             | −12.7 (9.1)          | −11.3 (11.7)         | −2.1 (28.2)          | −0.1 (31.8)          | 4.1 (39.4)           | 7.3 (45.1)           | 6.5 (43.7)           | 0.9 (33.6)           | −3.3 (26.1)          | −7.2 (19.0)          | −11 (12)             | −12.7 (9.1)          |
| 平均降水量 mm（）    | 84.9 (3.34)          | 73 (2.9)             | 92.6 (3.65)          | 122.4 (4.82)         | 107.6 (4.24)         | 83.9 (3.30)          | 82.9 (3.26)          | 90.2 (3.55)          | 82.8 (3.26)          | 91.6 (3.61)          | 120 (4.7)            | 94.3 (3.71)          | 1,126.2 (44.34)      |
| 月均日照時數         | 91.1                 | 113.3                | 169.6                | 177.5                | 215.1                | 241.1                | 256.3                | 241.3                | 200.3                | 137.4                | 85.2                 | 79.5                 | 2,007.7              |
| 来源：infoclimat.fr  |                      |                      |                      |                      |                      |                      |                      |                      |                      |                      |                      |                      |                      |

## 行政区划
于泽什的市镇编号为19276，邮政编号为19140。
在行政管理方面，于泽什隶属于法国新阿基坦大区科雷兹省蒂勒区；在地方选举方面，于泽什是于泽什县的中央投票站所在地，其市镇范围全境被划入科雷兹省第一选区；在社会管理方面，于泽什是于泽什地区市镇公共社区的办公驻地。
截至2023年11月，于泽什市镇范围内暂无任何城市敏感街区及城市政策优先街区。
法国国家统计与经济研究所（简称）在进行数据统计时，将于泽什市镇单独设为于泽什城市核心区（Unité urbaine d'Uzerche）及于泽什城市区（Aire urbaine d'Uzerche）。自2020年起，于泽什城市区被包含8个市镇的于泽什城市辐射区代替。此外，还将于泽什市镇整体看作一个“块区”（IRIS），以便于统计人口分布情况。

## 交通

### 公路
A20高速公路经过于泽什市区西部，通过44和45两个出入口连接市区，另有科雷兹省省道D3线、D137线、D142线、D920线和D920E线在于泽什境内交汇。新阿基坦大区下属的科雷兹省城际客运R6线和R8线经停于泽什，可通往蒂勒、利摩日、布里夫拉盖亚尔德、塞亚克等地。
| 44 | 7.9 |

| 45 | 3.6 |

| 蒂勒 | 29 |

| 布里夫 | 36 |

| 利摩日 | 56 |

| 马斯雷 | 15 |

| 埃穆捷 | 49 |

| 奥布雅 | 30 |

2020年，59%的于泽什家庭拥有至少一辆私人汽车。2021年，于泽什境内共发生各类交通事故1起，造成6人受伤，其中1人重伤。

### 铁路

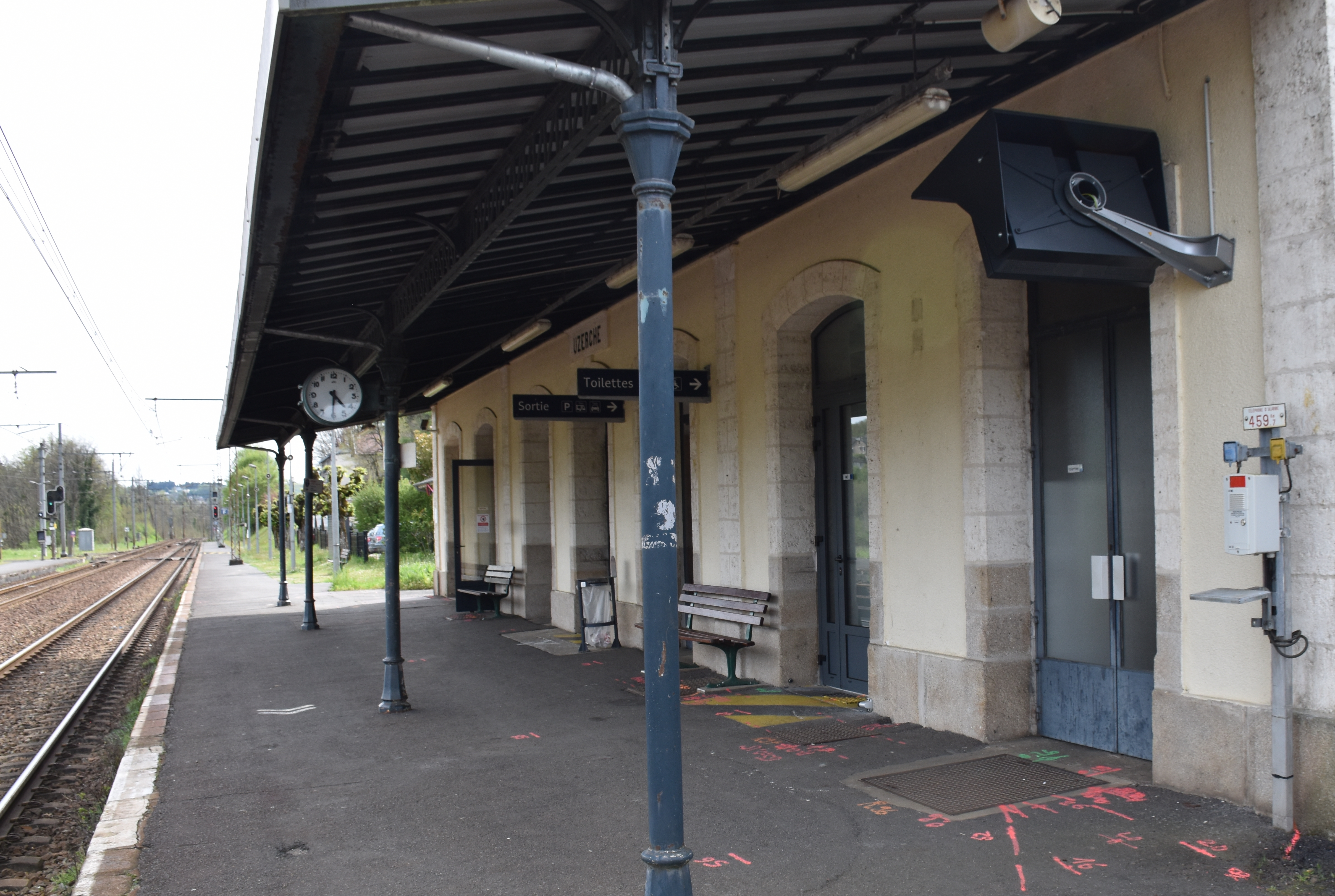
于泽什火车站的站台

于泽什位于莱索布赖－蒙托邦铁路上。于泽什站位于市区北部，该站停靠往返于巴黎和卡奥尔之间的城际列车，部分班次可直通图卢兹；此外该站还停靠所有往返于利摩日和布里夫之间的区域列车。

### 航空
于泽什距离布里夫机场和利摩日机场的公路里程分别约49公里和67公里。

### 城市公共交通
截至2023年11月，于泽什暂无城市公共交通系统。

## 政治

### 市政内阁

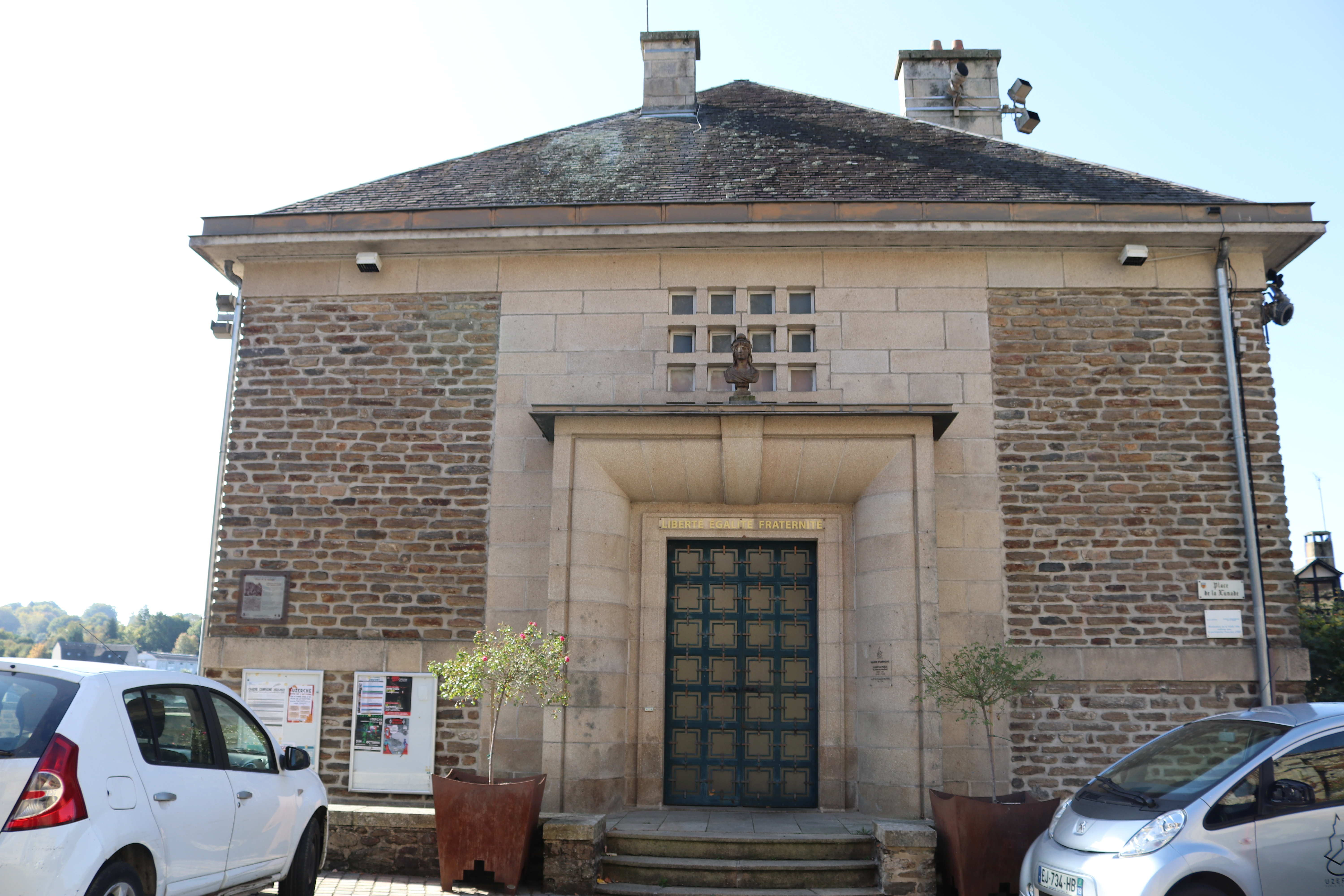
于泽什市政厅

于泽什的现任市长为让-保罗·格拉多尔先生（Jean Paul GRADOR），他是法国共产党的一名成员，在2020年的市政选举中获得了53.49%的支持率。
| 于泽什历届市长 | 于泽什历届市长                     | 于泽什历届市长  |
| 任期           | 市长                               | 党派            |
| -------------- | ---------------------------------- | --------------- |
| 1944年－1945年 | Émile ARVIS 埃米尔·阿尔维          | 不详            |
| 1945年－1961年 | Louis CHASTANG 路易·沙斯唐         | 不详            |
| 1961年－1971年 | Joseph PRADEAUX 约瑟夫·普拉多      | 不详            |
| 1971年－1977年 | Antoine BESSE 安托万·贝斯          | RPR保衛共和聯盟 |
| 1977年－1983年 | Marcel LAMICHE 马塞尔·拉米什       | PCF法国共产党   |
| 1983年－1995年 | Georges GUILLAUMOU 乔治·基约穆     | RPR保衛共和聯盟 |
| 1995年－2001年 | Valentin LARIVIÈRE 瓦朗坦·拉里维埃 | RPR保衛共和聯盟 |
| 2001年－2016年 | Sophie DESSUS 索菲·德叙            | PS社会党        |
| 2016年－       | Jean Paul GRADOR 让-保罗·格拉多尔  | PCF法国共产党   |

### 各级选举
| 于泽什历届投票选举结果 | 于泽什历届投票选举结果 | 于泽什历届投票选举结果 | 于泽什历届投票选举结果 | 于泽什历届投票选举结果                    | 于泽什历届投票选举结果 | 于泽什历届投票选举结果 | 于泽什历届投票选举结果                    | 于泽什历届投票选举结果 | 于泽什历届投票选举结果 |
| 选举项目               | 选举范围               | 选区单位               | 选区单位内的选举结果   | 选区单位内的选举结果                      | 选区单位内的选举结果   | 选区单位内的选举结果   | 选区单位内的选举结果                      | 选区单位内的选举结果   | 参考资料               |
| 选举项目               | 选举范围               | 选区单位               | 第一轮胜出者           | 第一轮胜出者                              | 支持率                 | 第二轮胜出者           | 第二轮胜出者                              | 支持率                 | 参考资料               |
| ---------------------- | ---------------------- | ---------------------- | ---------------------- | ----------------------------------------- | ---------------------- | ---------------------- | ----------------------------------------- | ---------------------- | ---------------------- |
| 2017年法國總統選舉     | 法國                   | 市镇                   |                        | 埃马纽埃尔·马克龙                         | 25.02%                 |                        | 埃马纽埃尔·马克龙                         | 68.87%                 | [ 32 ]                 |
| 2017年法国立法选举     | 科雷兹省第一选区       | 市镇                   |                        | 克里斯托夫·热尔蒂                         | 33.24%                 |                        | 克里斯托夫·热尔蒂                         | 55.68%                 | [ 32 ]                 |
| 2019年欧洲议会选举     | 法國                   | 市镇                   |                        | 若尔丹·巴尔代拉                           | 21.73%                 | （不适用）             | （不适用）                                | （不适用）             | [ 34 ]                 |
| 2021年法国省级选举     | 科雷兹省               | 县                     |                        | 罗西娜·绍富尔-罗比内 弗朗西斯·孔比        | 50.55%                 |                        | 罗西娜·绍富尔-罗比内 弗朗西斯·孔比        | 60.68%                 | [ 35 ]                 |
| 2021年法国省级选举     | 科雷兹省               | 市镇                   |                        | 马里索尔·贝唐库尔-德罗热 让-保罗·格拉多尔 | 48.81%                 |                        | 马里索尔·贝唐库尔-德罗热 让-保罗·格拉多尔 | 54.92%                 | [ 35 ]                 |
| 2021年法国大区选举     |                        | 市镇                   |                        | 阿兰·鲁塞                                 | 29.39%                 |                        | 阿兰·鲁塞                                 | 39.91%                 | [ 36 ]                 |
| 2022年法国总统选举     | 法國                   | 市镇                   |                        | 埃马纽埃尔·马克龙                         | 21.99%                 |                        | 埃马纽埃尔·马克龙                         | 57.1%                  | [ 32 ]                 |
| 2022年法国立法选举     | 科雷兹省第一选区       | 市镇                   |                        | 桑德里娜·德沃                             | 28.99%                 |                        | 弗朗西斯·迪布瓦                           | 55.5%                  | [ 32 ]                 |

## 人口
2020年，于泽什市镇人口数量为2,787，在法国排名第3,997位。其中男性1,569人，女性1,218人，75岁及以上人口占12.4%，外籍人口数量为235人，人口密度为117人/平方公里，当地居民被称为（男性）或（女性）。Nssces2021)年，于泽什境内出生15人，死亡人口49人。
| 于泽什1901年－2020年人口变化情况 |
|                                  |
| 数据来源：Cassini、INSEE         |

## 经济

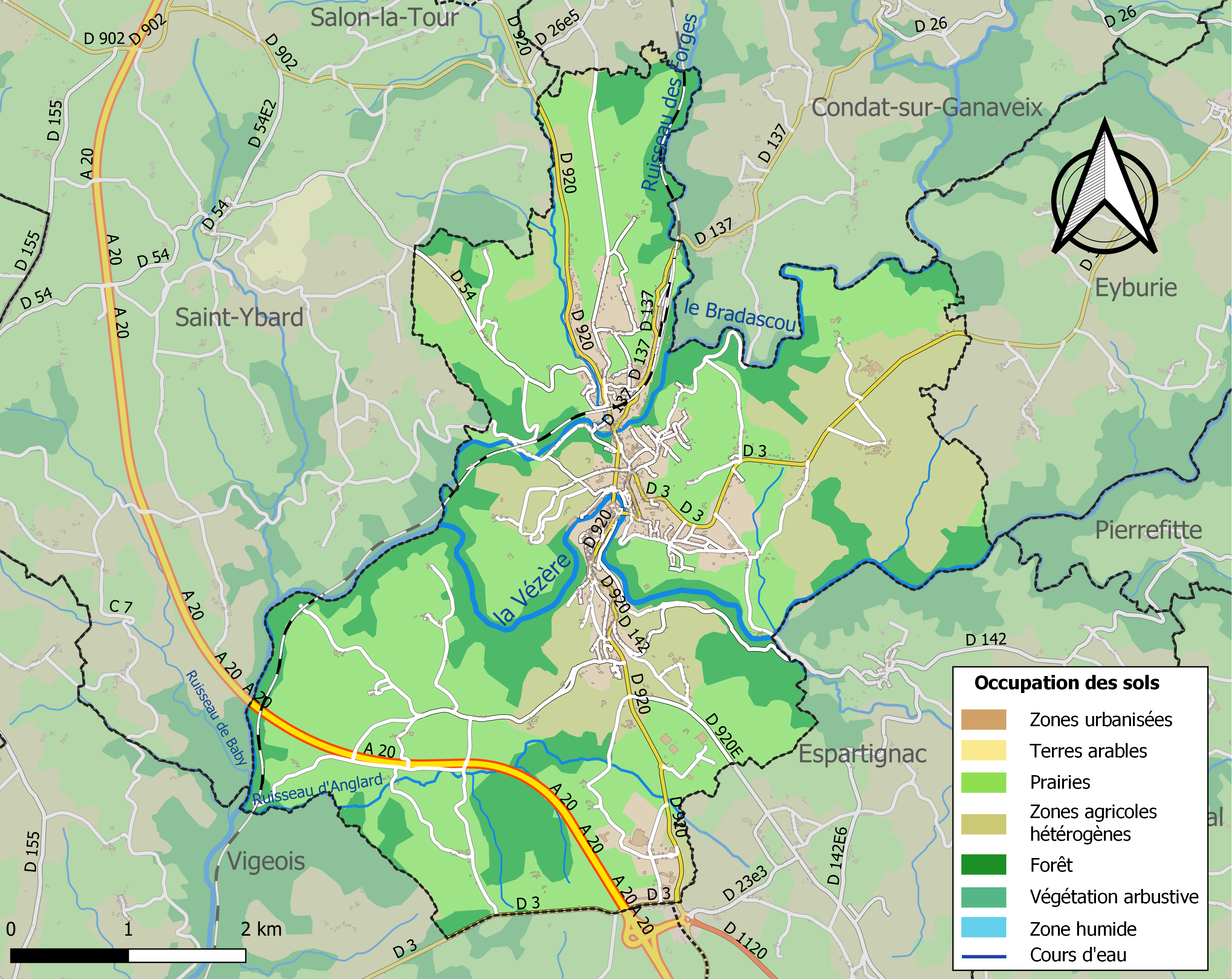
于泽什土地利用情况地图

于泽什是一个区域性的中心城市。截至2023年11月，于泽什市镇范围内共有各类用人单位（包含自雇）487家，平均历史为17年，均为中小型企业（PME），2023年9月至11月间，当地的经济活力指数为0.21%。（零售）、（电力）及（熟肉制品）是当地2021年营业额最高的三个企业，分别为13,438,196欧元、1,099,106欧元和638,360欧元。

## 财政与居民收入
2021年，于泽什的财政收入总额为4,428,190欧元，财政支出总额为3,422,590欧元，当年的债务总额为6,151,560欧元。2021年，于泽什市镇通过增值税获得123,500欧元的收入，此外当地还共获得了242,150欧元的国家直接财政补助。
2019年，于泽什的人均月收入总额为2,022欧元，其中高级职员为3,629欧元，低于法国平均水平（4,230欧元）；中级职员为2,157欧元，低于法国平均水平（2,411欧元）；普通职员为1,674欧元，亦低于法国平均水平（1,740欧元）。
2020年，于泽什境内的贫困率为13%，青壮年（15至64岁）失业率为12.5%；2022年，当地37.0%的家庭拥有纳税资格，平均纳税2,810欧元，低于法国平均水平（4,393欧元）。

## 社会事务

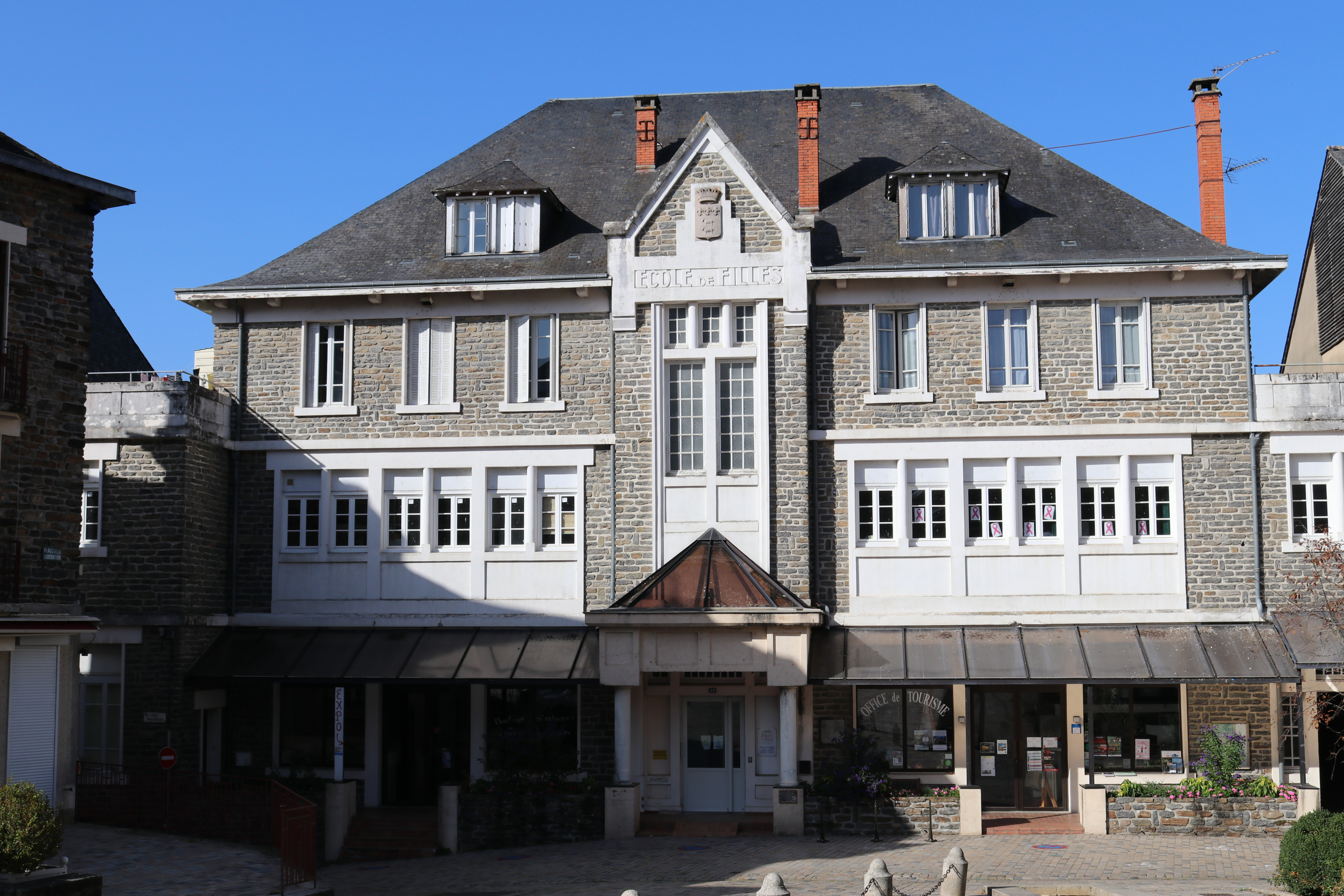
于泽什的一所学校

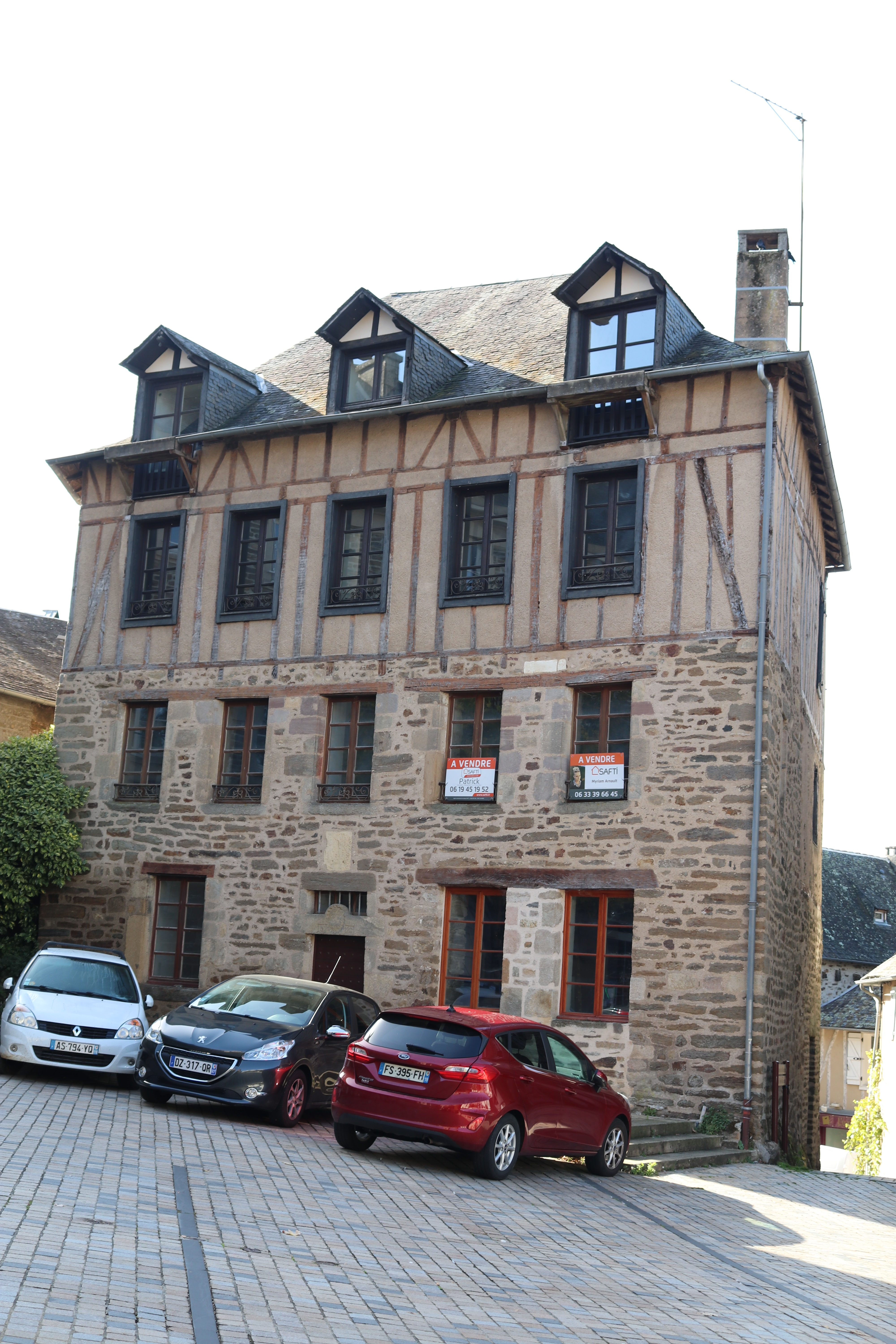
镇中心的传统民居

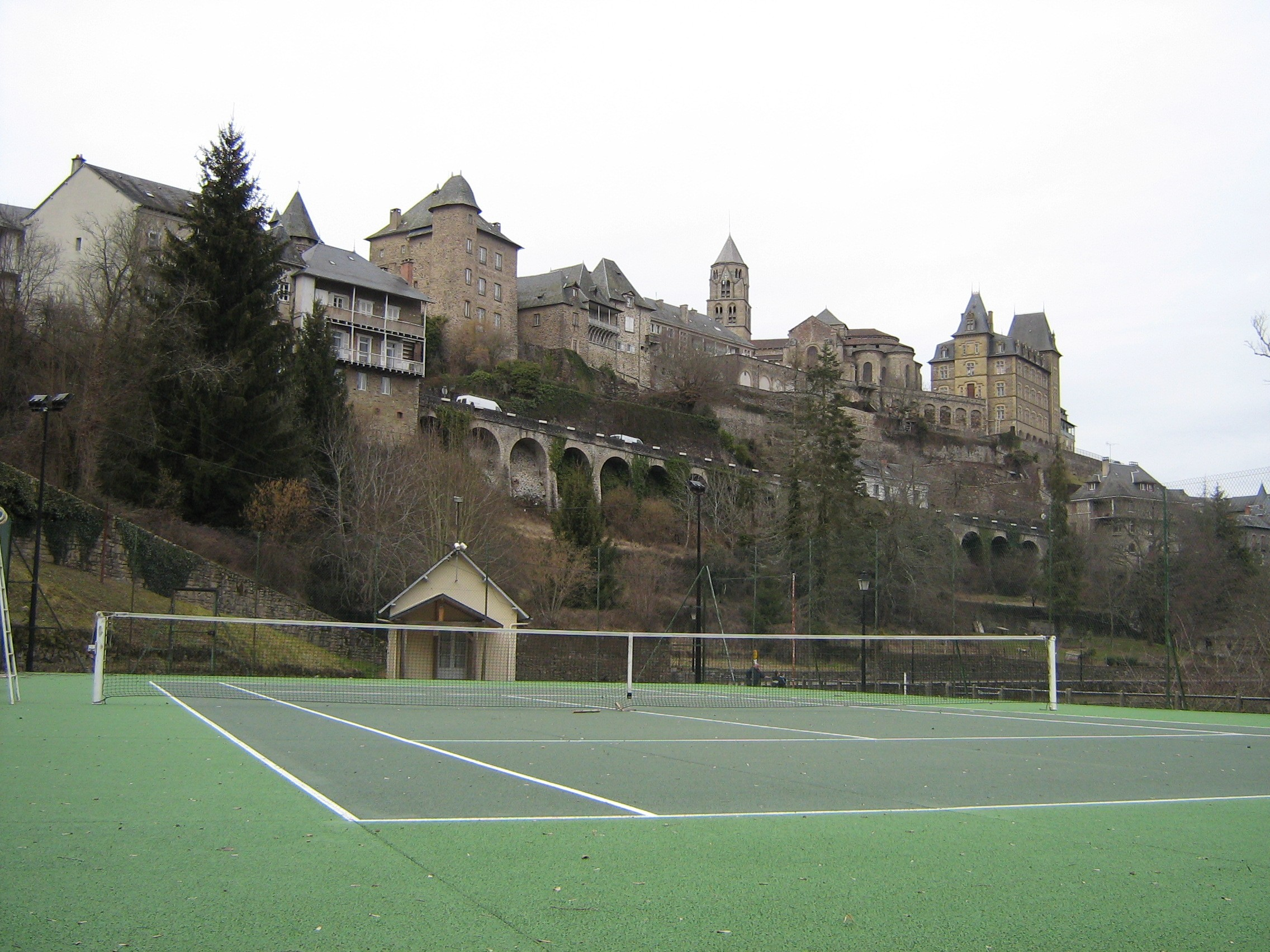
网球场

### 教育
于泽什属于利摩日学区。截至2021年1月1日，于泽什境内共有1所小学和1所初级中学。2021至2022学年度，于泽什境内共有在校中等教育阶段学生318名。

### 医疗
截至2021年1月1日，于泽什境内共有全科医生4名、保健师5名、牙医2名、护士15名、助产士2名、药房2家、养老院1家。
于泽什老年病中心医院（Centre Hospitalier Gériatrique d'Uzerche）位于于泽什市区，设有床位30个。
距离于泽什最近的区域性医疗机构为布里夫拉盖亚尔德中心医院（Centre Hospitalier de Brive-la-Gaillarde），其主病区医院位于布里夫拉盖亚尔德市区北侧，距离于泽什市区的正常车程大约27分钟，该院设有床位543个，是科雷兹省规模最大的公立综合性医院。

### 住房
2020年，于泽什境内共有各类住房1,587套，其中70.8%为独立式居民区，28.9%为集中式居民区。常住房屋占于泽什市镇范围内居民建筑总量的69.5%。
在住房保障政策方面，2022年，于泽什境内共有209户家庭获得了住房经济补助，受益人数占总人口数量的8.0%，其中202份为房租补助。

### 商业
2021年，于泽什境内共有各类实体商铺84家，其中餐厅9家、大型超市2家、杂货店0家、面包房2家、肉铺5家、书店3家、装饰品店1家、银行门店3家、美容美发店5家、汽车维修店6家。于泽什市区南部建有一家Intermarché超市，市区北部则有Super U和Netto超市。

### 体育
2021年，于泽什境内共有1家游泳池、3间体育馆、3处网球场以及3处足球或橄榄球场。
截至2023年11月，于泽什足球俱乐部（FC Uzerche，编号523461）是于泽什境内唯一的一家注册足球俱乐部，该俱乐部成立于1974年，其主队2023至2024赛季未参加任何足球联赛，其主场为拉佩尔球场（Stade de La Peyre）。

### 环境
于泽什的环境事务由其所属的于泽什地区市镇公共社区联合各级政府协调负责。2021年，于泽什境内暂无污染企业。

### 治安
2021年，于泽什市镇范围内共有1处宪兵队。
于泽什及其附近的共156个市镇是布里夫拉盖亚尔德国家宪兵队（zone gendarmerie de Brive-la-Gaillarde）的管辖范围。2020年，该宪兵队累计记录各类案件2,463起，其中盗窃类案件1,013起，经济类案件521起，毒品交易类案件154起。

## 文化
2021年，于泽什境内共有1家电影院。于泽什境内建有西蒙·德·波伏娃多媒体中心（Médiathèque Simone-de-Beauvoir），每周三至六向公众开放。

### 建筑
于泽什境内有多处历史建筑，其中圣伯多禄教堂是法国首批法国国家文物保护单位，此后当地又有塔亚克宫、蓬捷城堡（Château Pontier）等建筑被列入此名录。

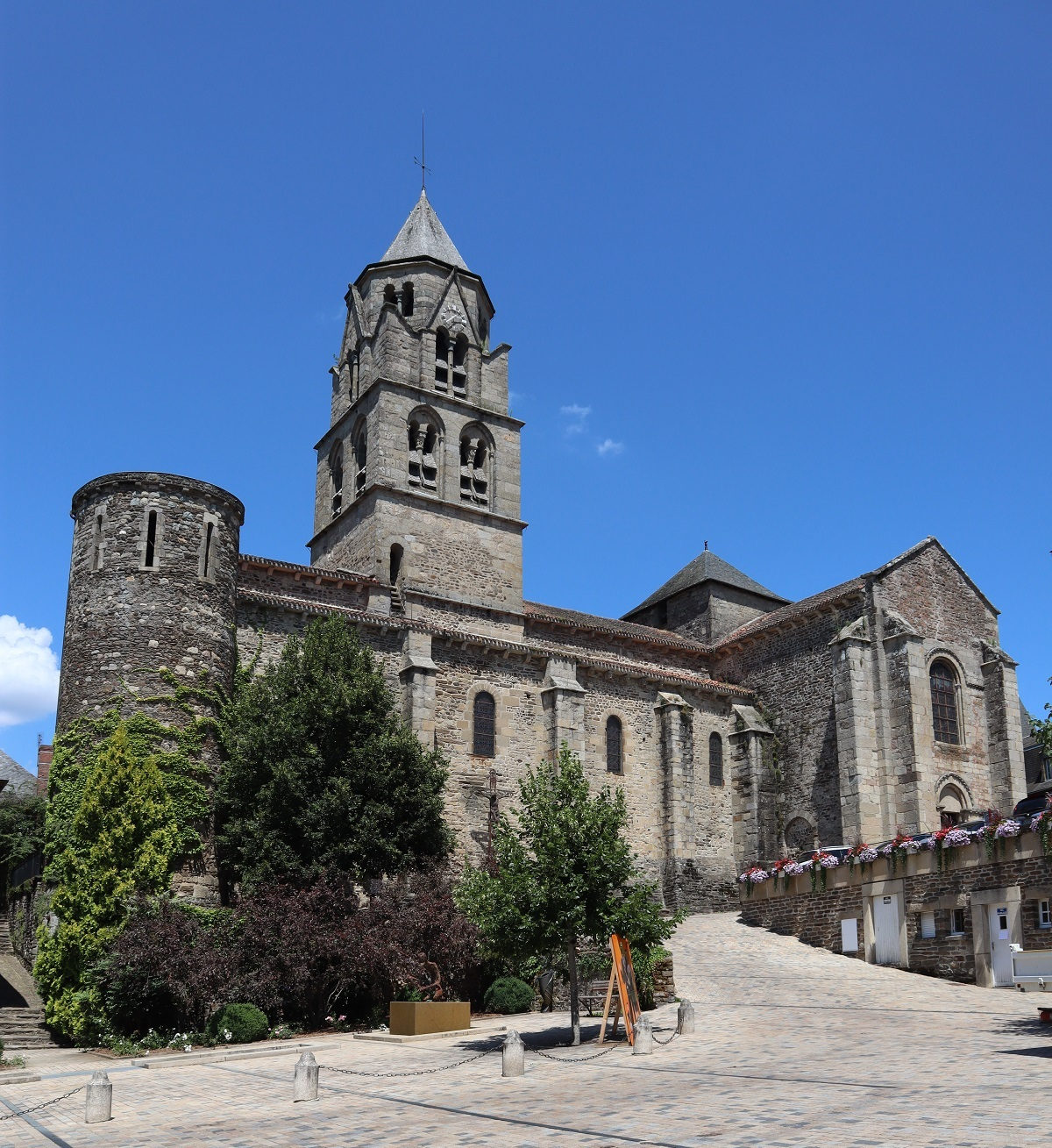
圣伯多禄教堂
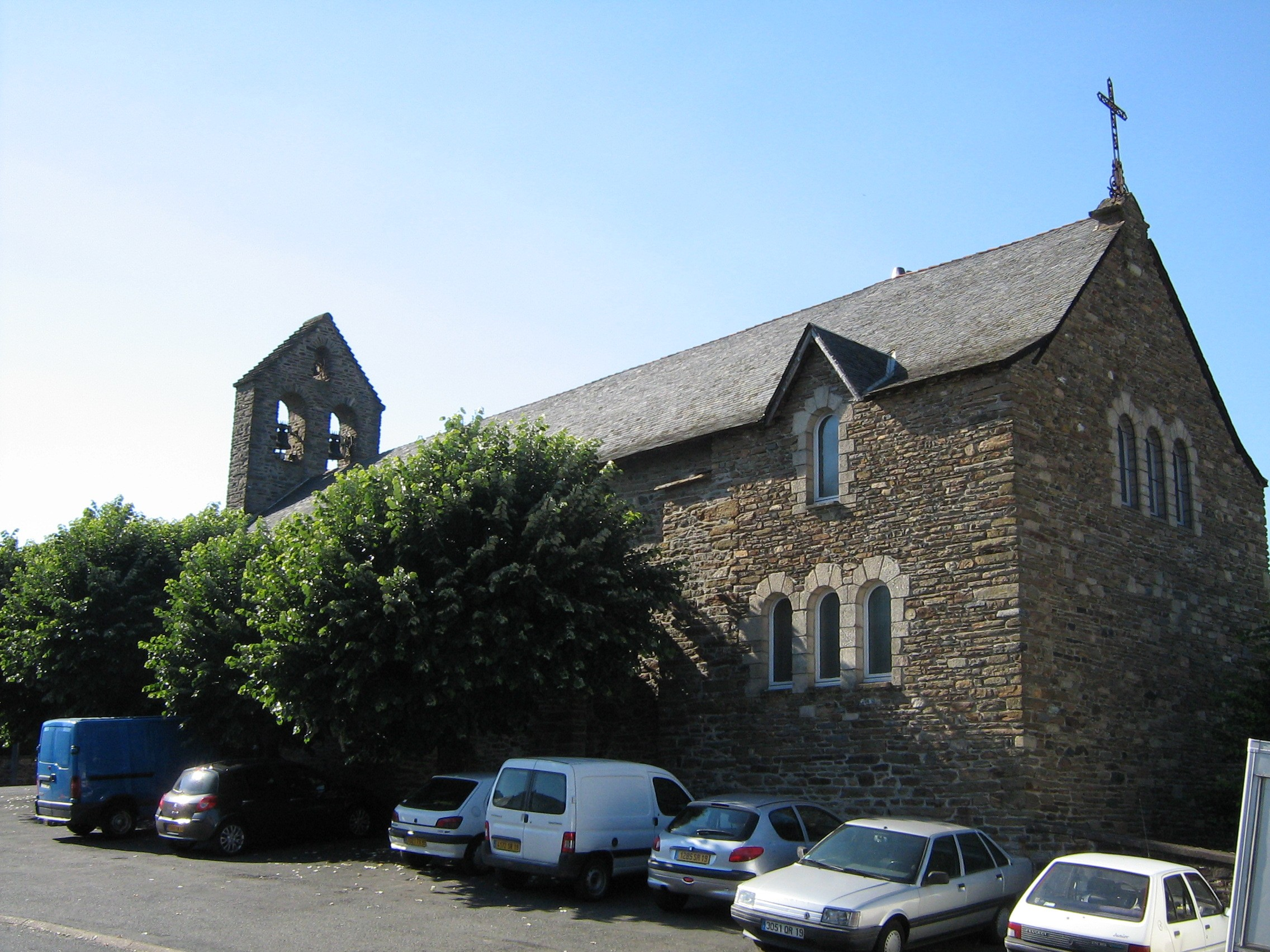
圣厄拉利教堂
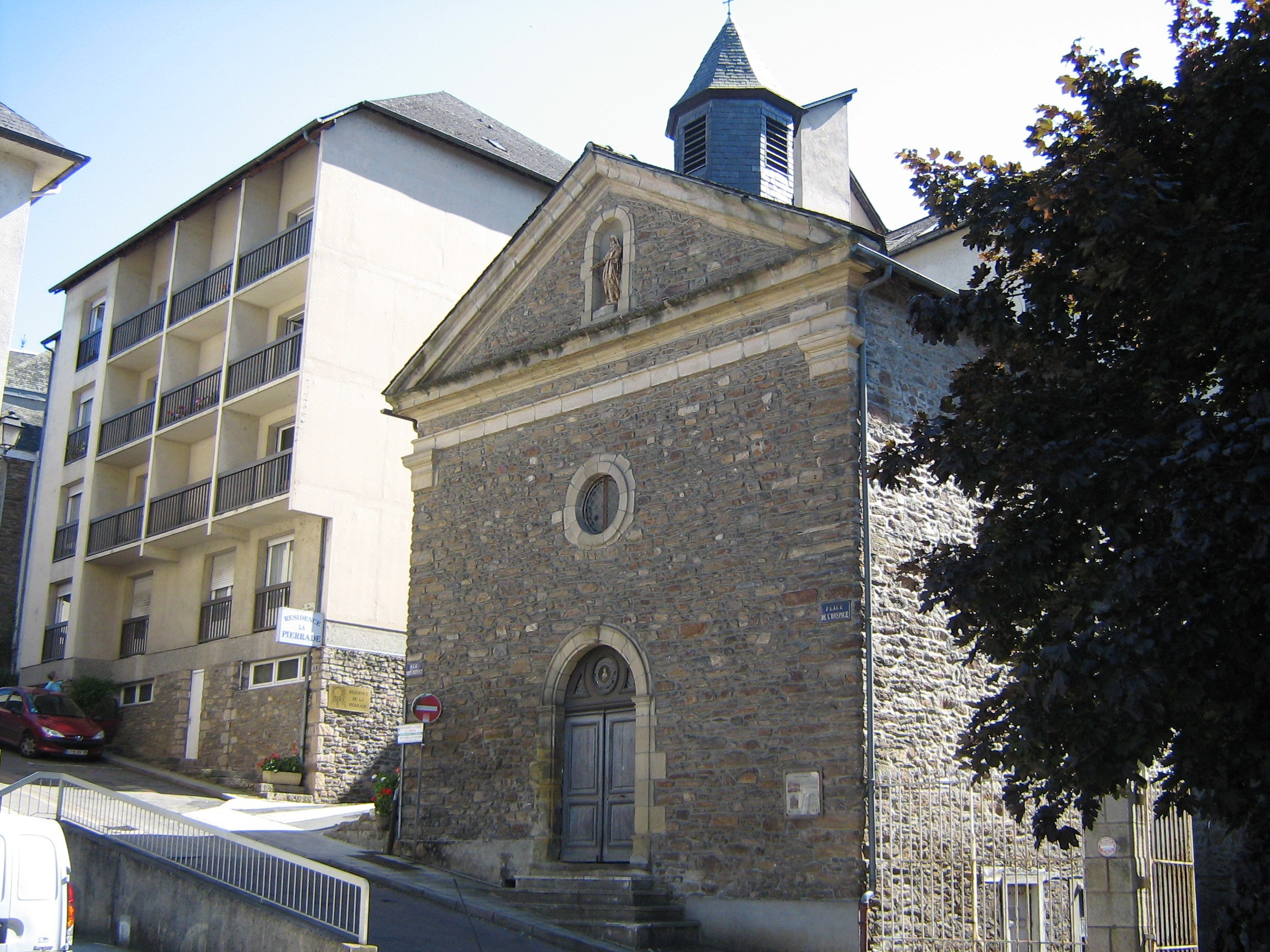
神学院小教堂
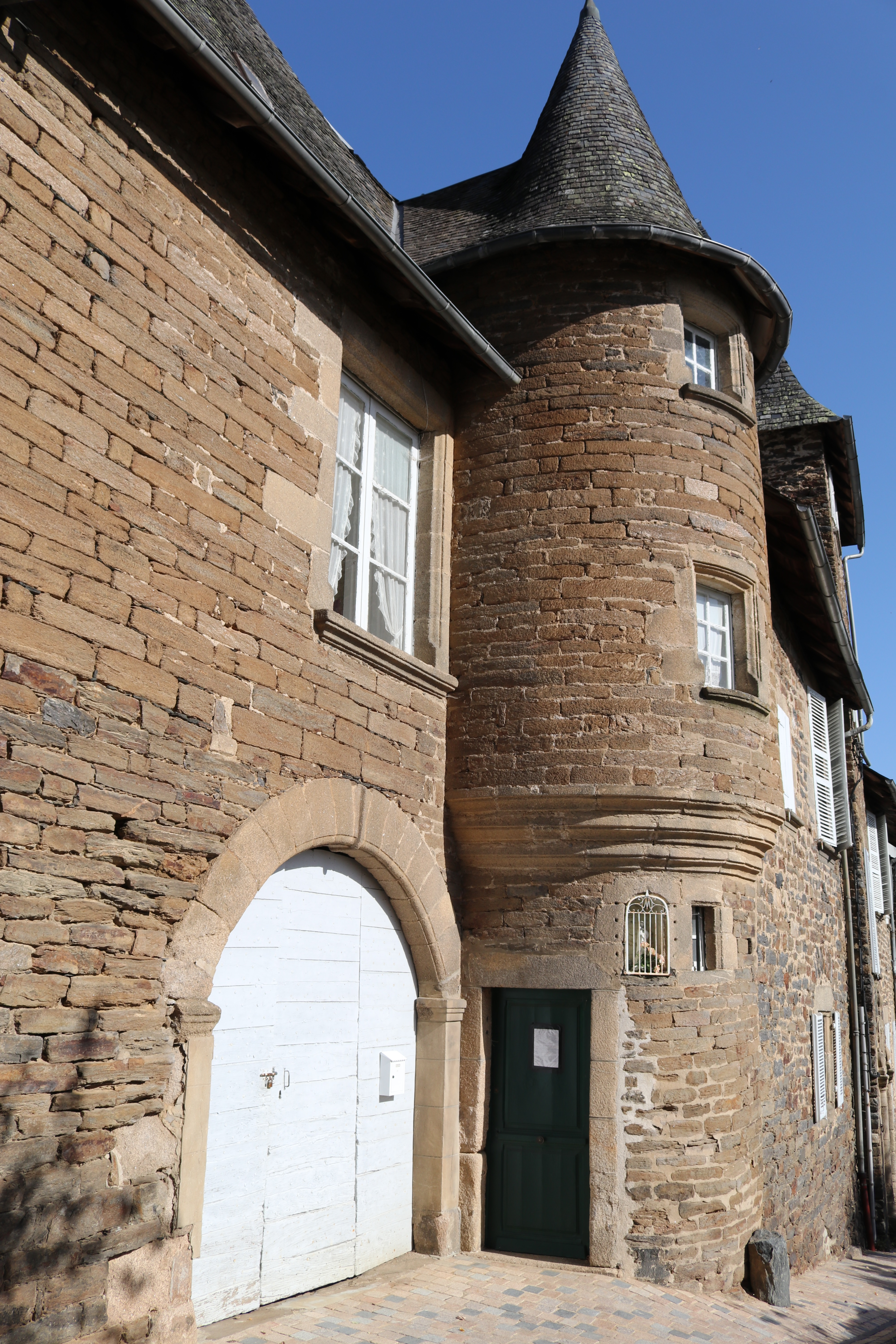
塔亚克宫（法语：Maison de Tayac）
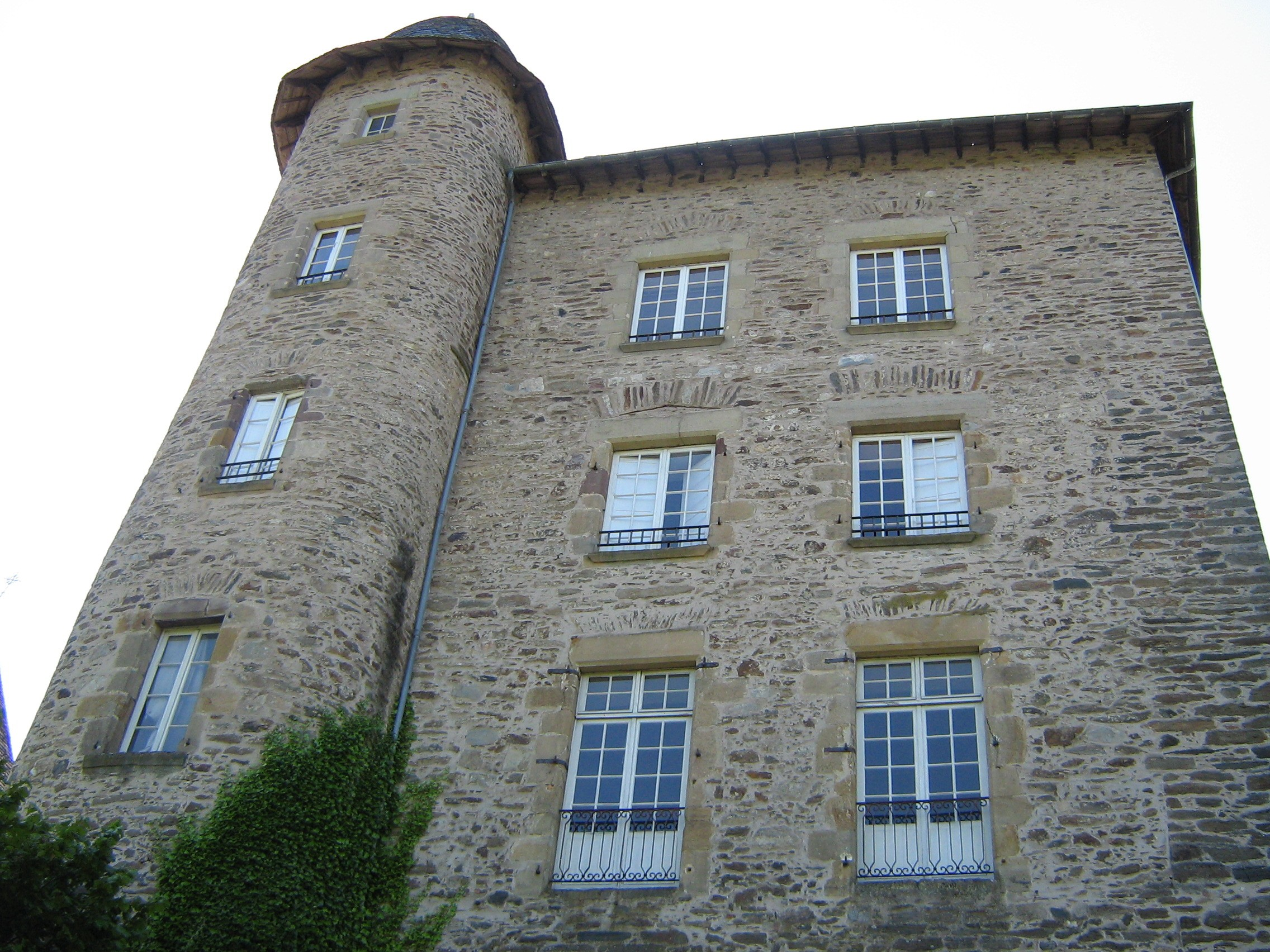
若耶宫
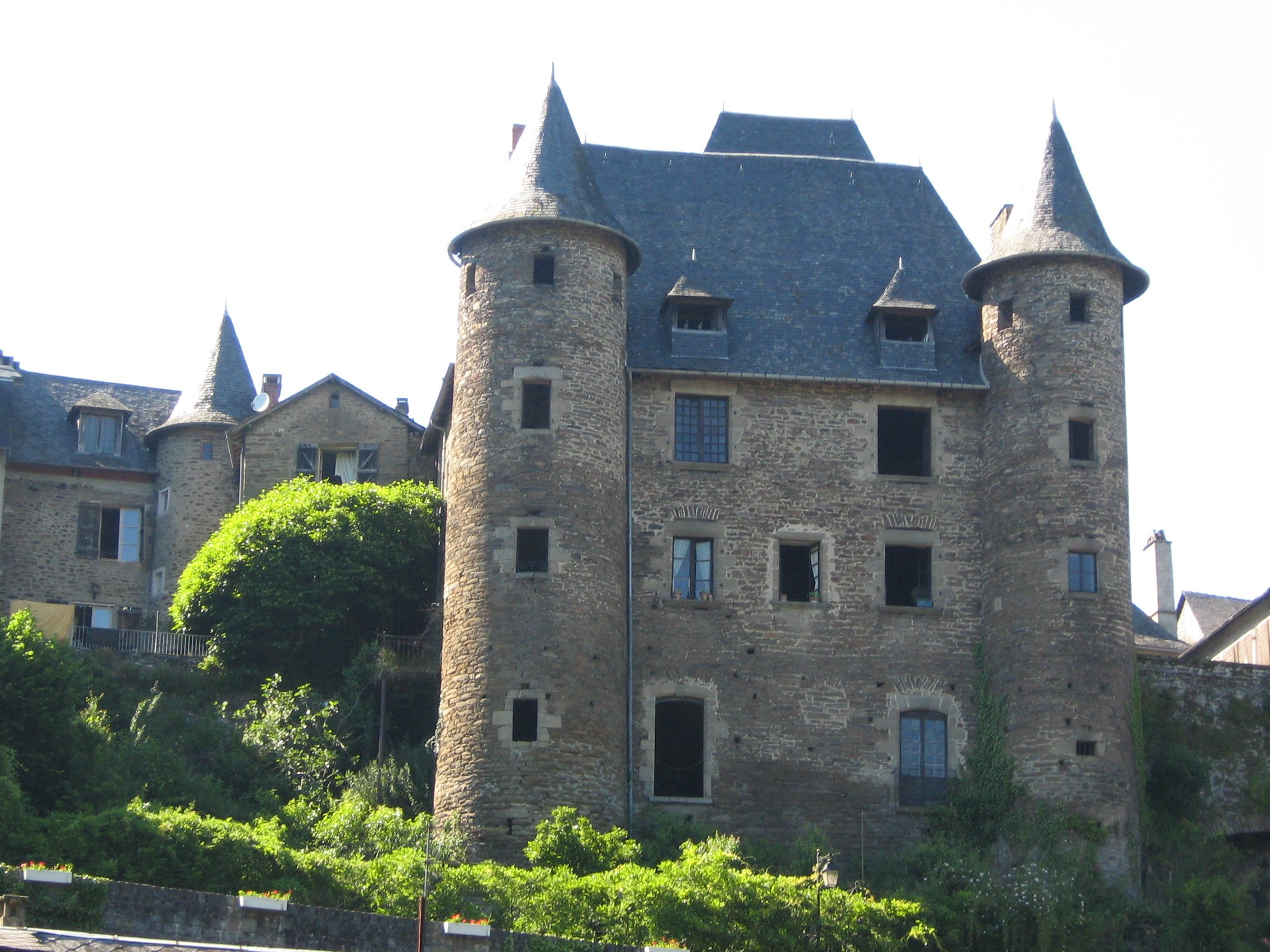
蓬捷城堡
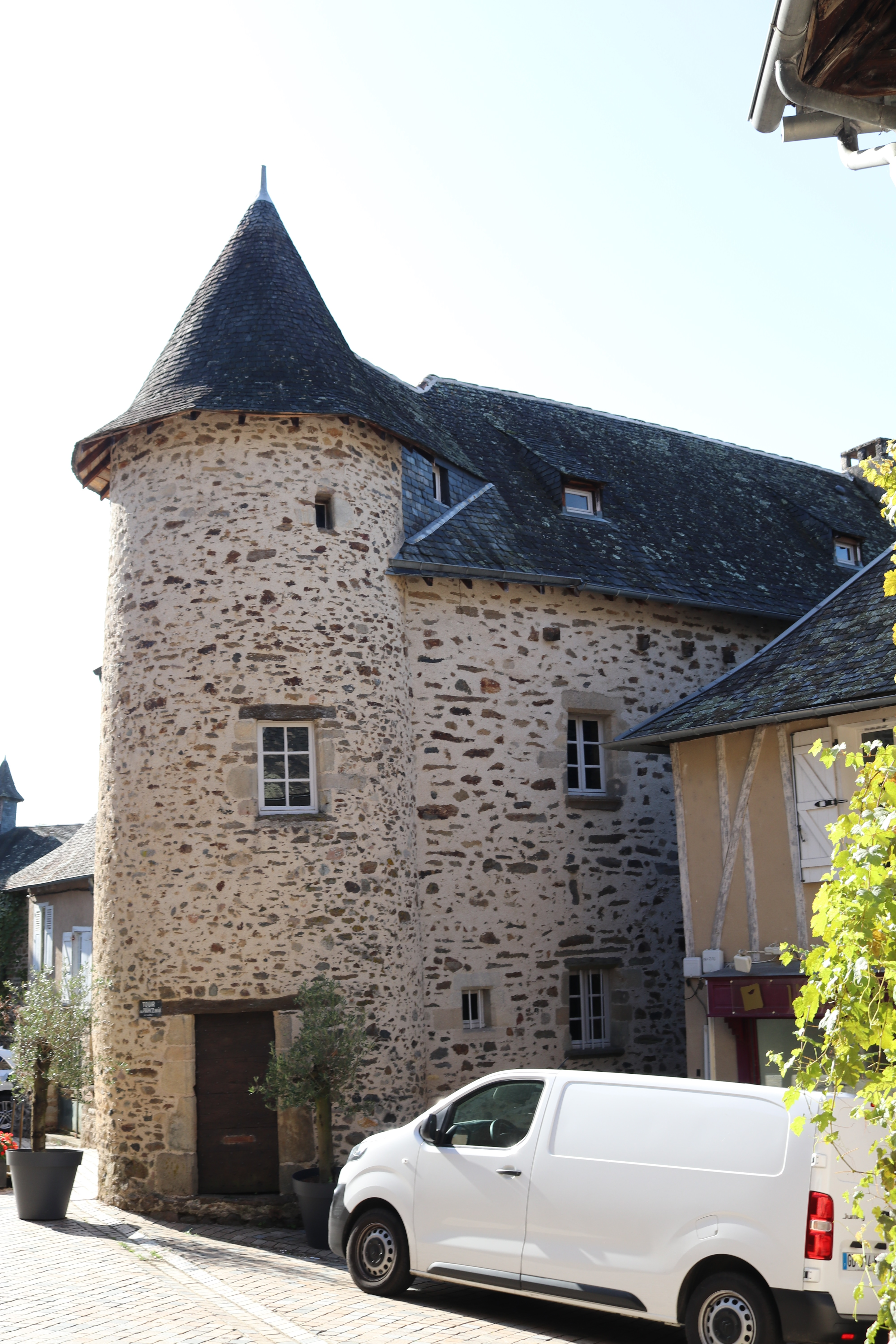
黑太子塔
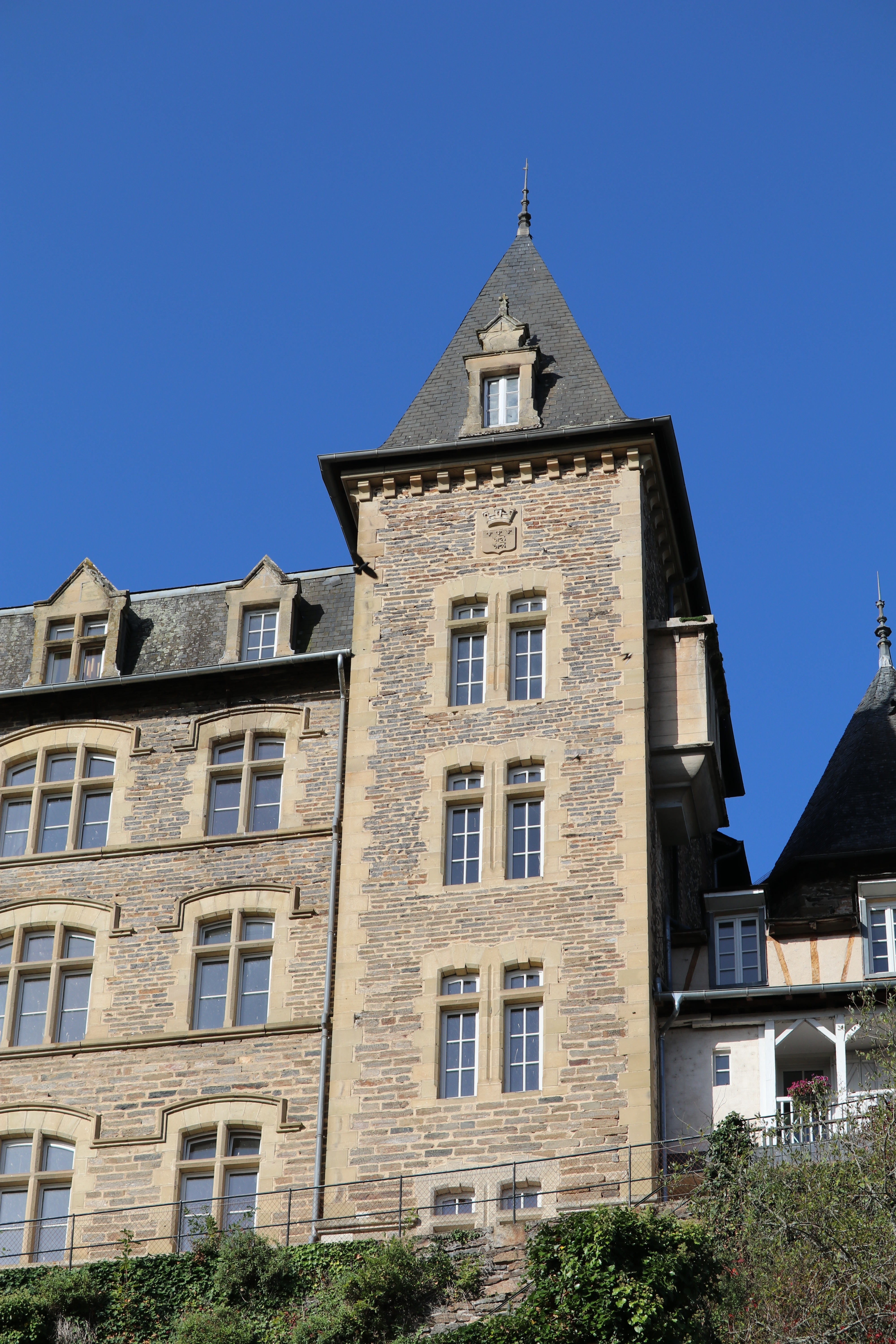
印刷学校塔
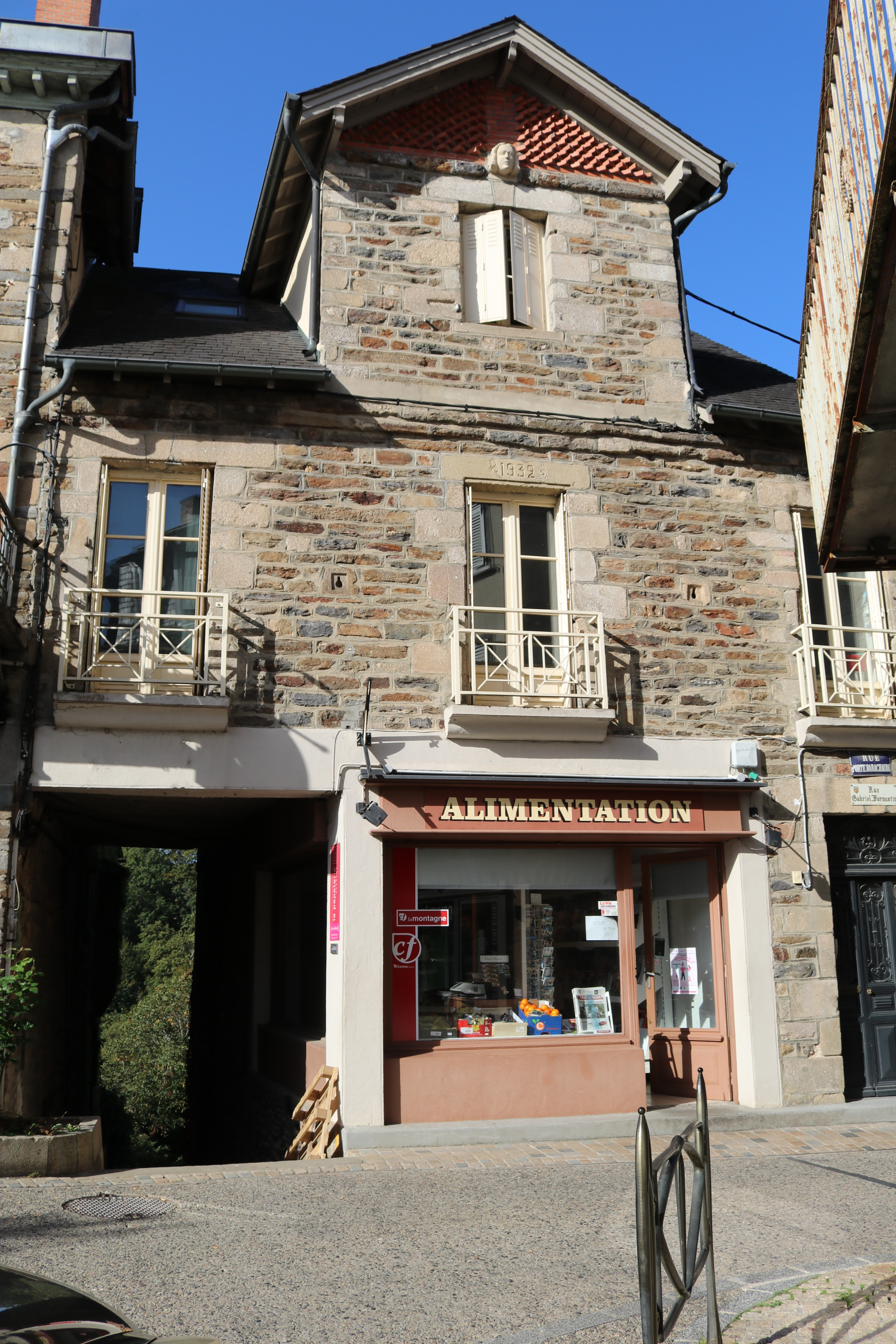
传统民居

### 旅游
于泽什的旅游事务由其所属的于泽什地区市镇公共社区负责。2023年，于泽什境内共有3家酒店共计42间房间；另有1个露营地，可容纳共48辆露营车。

### 媒体
法国主要的媒体均可在于泽什接收，法国电视三台下属的新阿基坦大区频道在部分时段播出于泽什所在科雷兹省的地方新闻。蓝色法兰西利穆赞广播、Totem广播、《山地报》等为当地主要的地方性媒体。

## 相关人物
中世纪吟游诗人戈塞尔姆·费迪、法国外科医生亚力克西·布瓦耶、军事家约瑟夫·布吕热尔和画家亨利·屈埃科出生于于泽什。

## 友好城市
截至2023年11月，于泽什共与一座城市建立了友好城市关系：
- 義大利 塞拉瓦莱-皮斯托耶塞